# Joyeuse Entrée (1356)
Pour les articles homonymes, voir Joyeuse Entrée (homonymie).
La Joyeuse Entrée, est une charte accordée aux Brabançons, le 3 janvier 1356, à Louvain, par les ducs Jeanne de Brabant et son époux Wenceslas de Luxembourg, successeurs de Jean III.
Cet acte reprenait de nombreux articles de la charte de Kortenberg et servit de base au droit public brabançon jusqu’à la fin du XVIIIe siècle. Il reprenait l’ensemble des privilèges accordés par les précédents ducs, à côté de clauses nouvelles garantissant l’indivisibilité du duché et la spécificité brabançonne face à des ducs d’origine étrangère.

## Droit public brabançon
Son objet étant de limiter les pouvoirs des ducs et de leurs officiers, elle était rédigée sous forme négative et limitative.
Pour tout acte de politique étrangère (alliance, déclaration de guerre, cession de territoire et traité), le duc devait avoir le consentement de l’assemblée des puissances territoriales suivantes : un archevêque et un évêque, les onze abbés des grandes abbayes de Vlierbeck, de Villers, de Saint-Bernard, de Saint-Michel, de Grimbergen, de Parc, d'Heylissem, d'Averbode, de Tongerloo, de Dieleghem et de Sainte-Gertrude de Nivelles, les  seigneurs au moins d'une baronnie en Brabant, prouvant un certain revenu et quatre quartiers de noblesse et les représentants des trois chefs-villes, Louvain, Bruxelles et Anvers  lesquels votent en corps. Le duché de Brabant, en effet, n'était pas comme la France divisé en trois ordres formant corps, le clergé, la noblesse et le tiers-état. Tout le clergé n'était pas représenté en tant qu'ordre, mais seuls deux prélats et les abbés de certaines abbayes. Seuls les seigneurs des grandes baronnies et non le reste des nobles qui pouvaient appartenir aux villes, étaient représentés, de même toutes les villes n'étaient pas représentées mais seulement les trois chefs-villes.
La charte, comme celle de Kortenberg, garantissait aux Brabançons le bénéfice de la justice par droit et sentence. Tous les sujets étaient égaux devant la loi, mais celle-ci restait appliquée par quantité de tribunaux divers, selon les usages en cours au Moyen Âge. Aucune arrestation, sauf en cas de flagrant délit, ne pouvait être opérée sans décret judiciaire. De plus, aucun Brabançon ne pouvait être cité devant un tribunal étranger au duché. En politique intérieure, les représentants des archevêques de Malines, de l'évêque d'Anvers et des onze abbayes, des baronnies et des trois chefs-villes votaient les impôts, la frappe des monnaies et participaient à l’administration du duché. Des droits individuels (liberté personnelle, inviolabilité du domicile) étaient également garantis. Enfin, l’acte en question reprenait de la charte de Kortenberg le droit de résistance au duc dans le cas où celui-ci ne respecterait pas ses engagements.

## Succession de Jean III
Jean III souhaita également, par la même charte, régler sa succession. Ne laissant que trois filles, il courait le risque de voir le duché démembré - en contravention de la charte de Kortenberg. Il légua donc le duché à sa fille aînée Jeanne, à charge pour elle de verser une rente à ses deux sœurs en compensation. Jeanne, et son mari Venceslas Ier de Luxembourg, marquèrent leur accord et signèrent le document. Pour autant, Louis II, comte de Flandre, époux de la sœur puînée, Marguerite de Brabant, réclama le démembrement du duché, ce qui déclencha la guerre de succession du Duché de Brabant.